# 2K1 Mars
2K1 Mars – radziecki taktyczny zestaw rakietowy z wyrzutnią gąsienicową 2P2 i pociskami balistycznymi 3R1 –  przeznaczony do niszczenia siły żywej, środków ogniowych, stanowisk dowodzenia, zgrupowań sprzętu technicznego na odległości od 8 do 17,5 km przy użyciu głowic z ładunkiem jądrowym. W kodzie NATO zestaw ten otrzymał oznaczenie T-5C, następnie FROG-2.

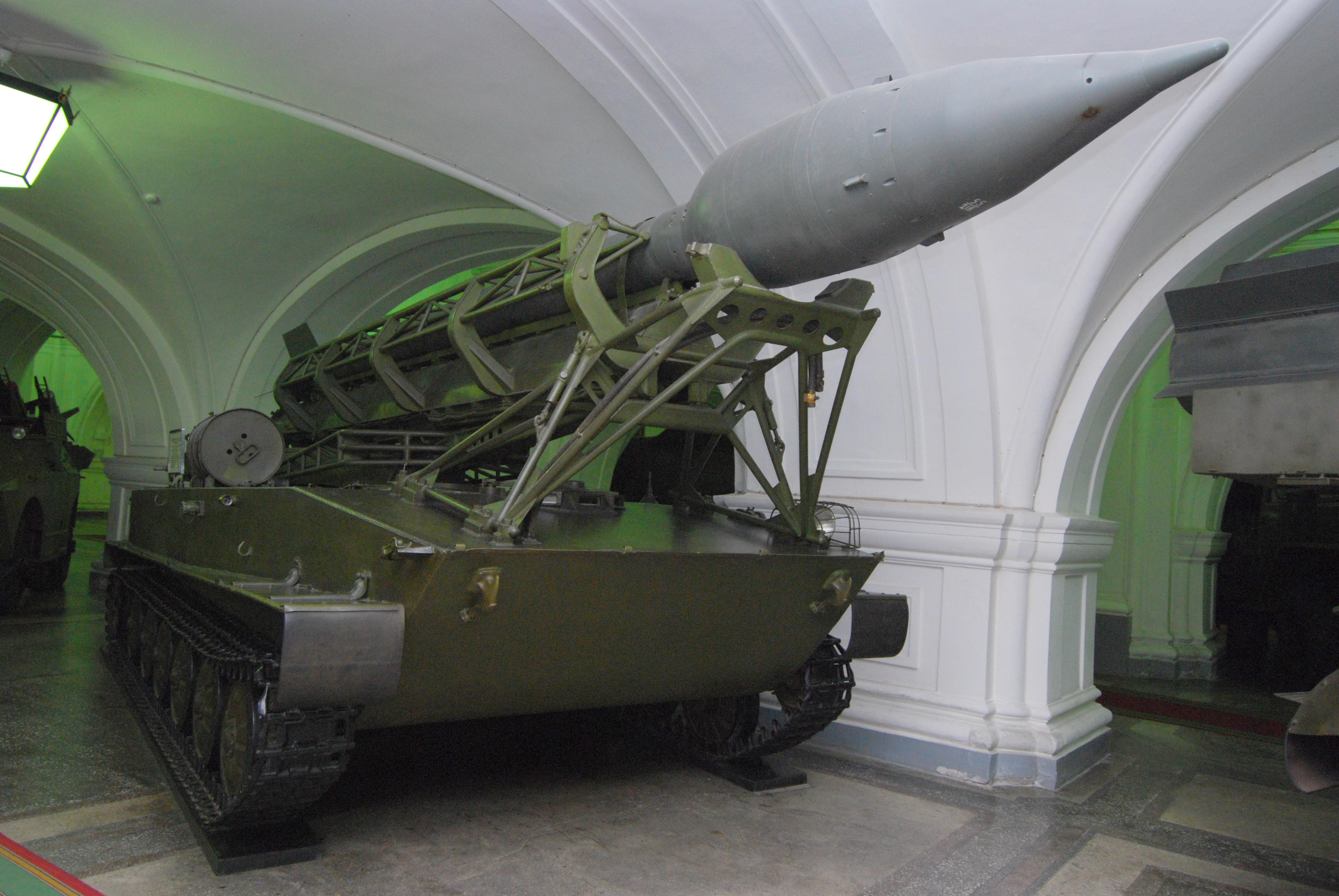
Wyrzutnia 2P2. Widok z przodu

## Historia
Pierwsze badania nad skonstruowaniem rakietowego pocisku balistycznego na paliwo stałe prowadzono w od końca lat 40. w NII-1 (Instytucie Naukowo-Badawczym 1) Ministerstwa Budowy Maszyn Rolniczych (od 1966 r. przemianowanym na  Moskiewski Instytut Techniki Cieplnej). Głównym projektantem był Nikołaj P. Mazurow. Formalne zlecenie na konstrukcję rakiet o zasięgu do 50 km wydano dopiero 26 sierpnia 1954 r. Rakieta otrzymała oznaczenie  w systemie GRAU 3R1. Głowicę jądrową RDS-9 skonstruowano w KB-11 Wszechzwiązkowego Instytutu Badawczego Fizyki Eksperymentalnej w mieście Sarow, pod kierownictwem B. Haritona i S. G. Koczarianca.  Projektowanie konstrukcji wyrzutni rakietowej rozpoczęło się w 1956 r. Głównym konstruktorem był W. G. Fiedorow. Wyrzutnię zaprojektowano na podwoziu czołgu pływającego PT-76. Po modernizacji miała indeks fabryczny S-119A, a przyjęta na uzbrojenie otrzymała symbol GRAU 2P2 Pion. Testowanie rakiet rozpoczęto już marcu 1954 r. na poligonie Kapustin Jar, gdzie wystrzelono 30 rakiet. Testy dały wynik pozytywny. Od czerwca do sierpnia 1957 r. na poligonie przeprowadzono testy rakiet wraz z wyrzutniami. W tym czasie rozpoczęto produkcję innego taktycznego zestawu rakietowego 2K4 Filin, opartego na powiększonym pocisku zestawu 2K1. 20 marca 1958 zestaw 2K1 został przyjęty na uzbrojenie Armii Radzieckiej, pomimo nie zakończonych jeszcze całkowicie prób. W czerwcu i lipcu 1958 r. przeprowadzono ostatnie próby poligonowe rakiet. Pod koniec 1958 r. wyprodukowano pierwsze próbne egzemplarze wyrzutni. 20 września 1958 r. konstruktorzy zakończyli opracowywanie projektu umieszczenia zespołu artyleryjskiego na podwoziu samochodu ZiŁ – 135. Jednak decyzją Ministra Obrony ZSRR Dmitrija Ustinowa zaniechano dalszych prac nad tym projektem z uwagi na to, że wyrzutnie takie mogłyby wejść do służby najwcześniej po 1960 r. Seryjna produkcja wyrzutni 2P2 była prowadzona w latach 1959–1960 w fabryce Barrikady w Wołgogradzie. W tej samej fabryce produkowano, wchodzący w skład zestawu, pojazd transportowy 2P3 mogący przewozić 2 rakiety 3R1. Złożono zamówienie na 25  zestawów i tyle ogółem wyprodukowano. Był na wyposażeniu Armii Radzieckiej. Zestaw został wycofany ze służby w 1970 r. (według innych danych, już postanowieniem z 5 lutego 1960). Wersją rozwojową była wyrzutnia 2P16 wchodząca w skład zestawu 2K6. Obie konstrukcje ze względu na podobieństwo są mylone. Charakterystycznymi cechami wizualnymi odróżniającymi wyrzutnie jest przedni wspornik pod prowadnicę. W wyrzutni 2P2 jest on bardziej rozbudowany, ponieważ podtrzymuje dodatkowo głowicę rakiety. Głowica rakiety 3R1 ma kształt bardziej kulisty niż rakiety 3R10.

## Opis konstrukcji wyrzutni
Wyrzutnia została umieszczona na podwoziu czołgu pływającego PT-76. Podwozie posiadało zasadnicze elementy występujące w czołgu takie jak: silnik, układ jezdny i opancerzenie. Pozbawione było wieży. W miejscu  wieży w umieszczono 2 włazy dla załogi. Właz kierowcy – mechanika pozostał bez zmian. Pozostawiono też wloty i wyloty pędników wodnych. Na podwoziu był zamontowany zespół artyleryjski składający się z jednoszynowej, stalowej prowadnicy osadzonej na obrotowym łożu. Wzdłuż prowadnicy, w górnej części było wyżłobienie w kształcie odwróconej litery „T’ w którym przesuwał się czop rakiety. Po bokach prowadnicy były przymocowane wsporniki zapewniające stabilność rakiety w czasie przewożenia i podczas startu. Z tyłu, po lewej stronie znajdowało się stanowisko pierwszego celowniczego, który odpowiadał za ustawienie prowadnicy z rakietą w poziomie. Po prawej stronie było stanowisko drugiego celowniczego, który odpowiadał za ustawienie prowadnicy z rakietą w pionie. Prowadnica była unoszona układem hydraulicznym za pomocą pompy napędzanej elektrycznie lub ręcznie. W połowie długości prowadnicy, w podwoziu umieszczono sprężynowy siłownik, który wspomagał jej podnoszenie w początkowej fazie. Z przodu nadwozia był zamontowany wspornik, na którym spoczywała prowadnica oraz głowica rakiety w czasie jazdy. Istniała możliwość odpalania rakiet zarówno z wnętrza pojazdu, jak i ze stanowiska zewnętrznego. Do startu ze stanowiska zewnętrznego, był używany wielożyłowy kabel elektryczny, nawinięty na bębnie zamontowanym z prawej – górnej strony nadwozia. Wyrzutnia była wyposażona w dodatkowy spalinowy agregat prądotwórczy służący do zasilania pokrowca grzejnego głowicy jądrowej w czasie postoju. Oprócz wyrzutni samobieżnej S-119A istniał pojazd transportowo-załadowczy S-120A (2P3) z dwoma rakietami.

### Obsługa wyrzutni
Rakiety były naprowadzane na cel inercyjnie. Po przeładowaniu, za pomocą dźwigu, rakiety z naczepy transportowej na wyrzutnię przystępowano do ustalenia parametrów lotu. Przy ustalaniu parametrów należało wziąć pod uwagę cały szereg czynników. Przykładowo, ze względu na to, że rakiety były podatne na działanie wiatru mierzono jego siłę i kierunek przy starcie. Mierzono także ciśnienie atmosferyczne i temperaturę. Temperatura była istotnym czynnikiem ponieważ  wpływała na siłę ciągu silnika rakiety. Dla przykładu silnik rakiety 3R1 – miał siłę ciągu 13 600 kg przy temperaturze –40 °C, 17 300 kg przy +16 °C i 17400 kg przy +40 °C. Uwzględniana  była waga samej rakiety i ładunku prochowego które miały dopuszczalne odchyłki od normy. Następnie wyliczano współrzędne położenia startu i celu. Jeśli wybuch głowicy miał nastąpić w powietrzu, to też trzeba było to uwzględnić. Zebrane dane przekazywano drużynie rachmistrzy. Wstępnie obliczali oni kierunek lotu rakiety. Na podstawie wyliczeń drużyna topograficzna za pomocą dwóch tyczek wyznaczała stanowisko startowe. Tyczki wyznaczały kierunek lotu rakiety i były od siebie odległe na długość wyrzutni. Dokładnie na środku przedniej części pancerza wyrzutni była wymalowana strzałka. Zadanie mechanika – kierowcy wyrzutni polegało na tym, aby wjeżdżając na stanowisko uderzyć miejscem ze strzałką w pierwszą tyczkę, przewrócić ją i bez zmiany kierunku jazdy dotknąć strzałką drugą tyczkę, nie przewracając jej. W ten sposób prowadnica z rakietą, była ustawiona w kierunku celu. Stabilizowano i poziomowano wyrzutnię za pomocą podnośników znajdujących się z tyłu. Pierwszy celowniczy sprawdzał poprawność ustawienia prowadnicy. W przypadku korekty mógł ją obrócić o ±5 stopni. Drugi celowniczy, po otrzymaniu danych od rachmistrzy, ustawiał prowadnicę w pionie. Prowadnica tej wyrzutni była regulowana w zakresie +15 do + 60 stopni.  Minimalny tor lotu rakiety uzyskiwało się przy podniesieniu prowadnicy +24 stopnie. W tym czasie mechanik elektryk przygotowywał wyrzutnię i rakietę do startu.  Podłączał przewody elektryczne do głowicy i zapłonników i rozwijał kabel do odpalenia rakiety ze stanowiska zewnętrznego, ustawiał parametry wybuchu jądrowego. Po sprawdzeniu prawidłowości działania układów na wskaźnikach kontrolnych mógł nastąpić start rakiety.

### Dane techniczne wyrzutni

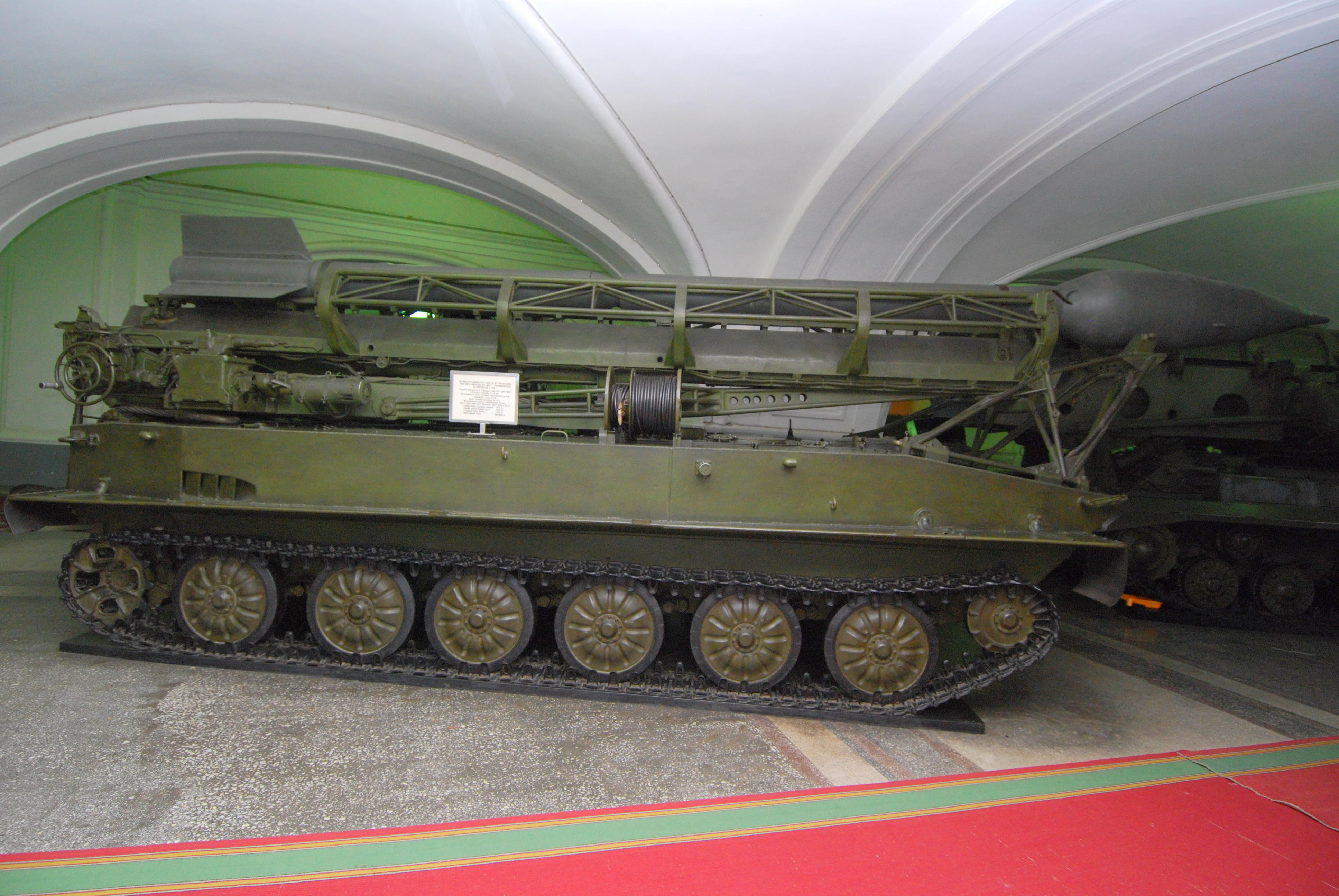
Wyrzutnia 2P2 z rakietą 3R1

- Szerokość – 3180 mm
- Wysokość do osi rakiety – 2650 mm
- Długość prowadnicy – 6700 mm
- Masa podwozia – 11.329 kg
- Masa z rakietą – 16441 kg
- Zasięg bez tankowania – 250 km
- Prędkość maksymalna:
  - z rakietą – 20 km / h
  - bez rakiety – 40 km / h

## Opis konstrukcji rakiety
Wraz z wyrzutnią były używane rakiety 3R1. Były to balistyczne jednostopniowe rakiety z silnikiem na prochowe paliwo stałe. Składały się z silnika i nadkalibrowej głowicy zawierającej ładunek jądrowy.  Głowica była wrażliwa na niskie temperatury w związku z tym była zabezpieczana, aż do startu pokrowcem z podgrzewaniem elektrycznym, który zapewniał jej optymalną temperaturę. Silnik i głowica były nierozłączalne. Silnik miał dwie komory spalania ustawione jedna za drugą. Dysze wylotowe pierwszej komory były odchylone na zewnątrz aby uchronić tylną komorę przed bezpośrednim działaniem gazów prochowych. Dysze te były jednocześnie odchylone od osi wzdłużnej rakiety w celu nadania jej prędkości obrotowej w pierwszej fazie lotu. Zapłon ładunku prochowego silnika był inicjowany przez elektryczne zapłonniki znajdujące się w pierwszej komorze spalania. Ogień z przedniej komory spalania, kanałem ogniowym przenosił się do tylnej komory i powodował zapłon ładunku prochowego. W praktyce obie komory pracowały jednocześnie. Rakieta w locie była stabilizowana 4 brzechwami, które nadawały jej ruch obrotowy.

### Dane techniczne rakiety
- Długość – 9040 mm
- Ciężar startowy – 1760 kg
- Średnica silnika – 324 mm

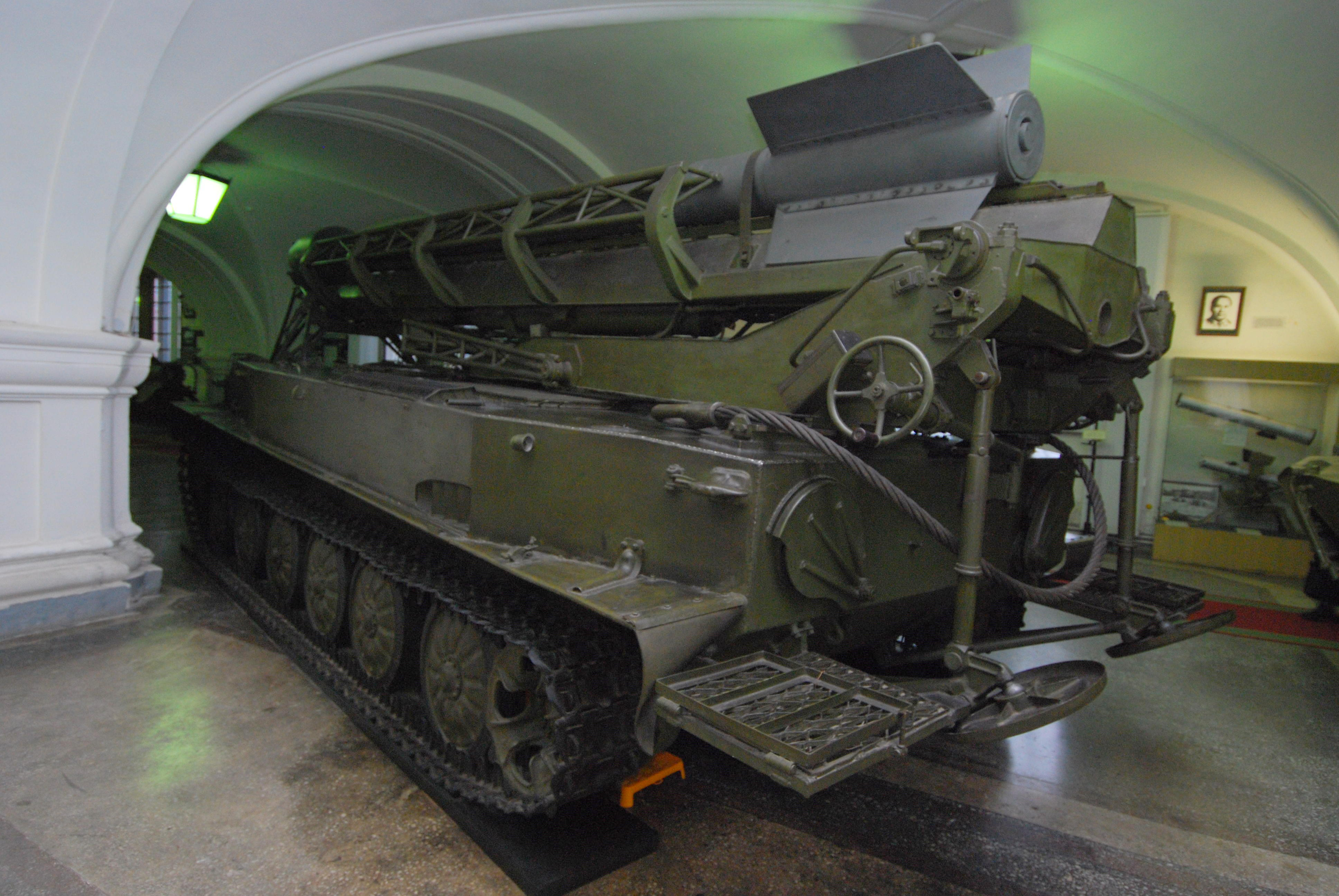
Wyrzutnia 2P2. Stanowisko pierwszego celowniczego z pokrętłem obrotu prowadnicy.

- Rozpiętość stabilizatorów – 976 mm
- Średnica głowicy – 600 mm
- Masa głowicy – 565 kg
- Zasięg 8 – 17,5 km
- Masa ładunku prochowego silnika 496 kg
- Czas pracy silnika – 6 sekund
- Aktywna część toru lotu  – 2000 m
- Prędkość maksymalna – 531 m / s
- Czas lotu na maksymalną odległość – 70 sekund